# 에어 짐바브웨
에어 짐바브웨(영어: Air Zimbabwe)는 하라레에 본사를 두고 있는 항공사로 허브 공항은 하라레 국제공항이 있다.

## 역사
1967년 9월 당시 로디지아령에 있던 이 나라는 중앙 아프리카 항공이 해산이 되면서 에어 로데시아로 설립했다. 1979년 6월에 에어 짐바브웨 로디지아로 한 차례 사명이 변경되었으나 1980년에 짐바브웨의 건국과 동시에 현재의 사명으로 변경하고 런던 개트웍 공항에 취항을 했다. 1983년에 화물 항공사인 아프리토 에어를 인수해 자회사로 편입했다. 초창기때부터 보잉 707, 보잉 720 기종을 도입했으며 1980년대 후반에 보잉 737 기종을 도입을 한데 이어 보잉 767 기종이 도입되면서 1990년대 초반에 퇴역했다. 당시 공군에서 BAE 146 기종을 도입했으나 전부 퇴역했고 1995년에 임대한 포커 50 기종도 짐바브웨의 기후와 맞지 않아 후에 반납하게 되었다. 한편 시안 MA60 기종과 일류신 Il-96 기종을 도입하는 방안이 검토되고 있으나 도입을 취소했다.
2003년에 재정난에 빠지면서 회사가 경영난에 빠진데 불구하고 2004년 11월에 싱가포르 경유 베이징간 국제선 노선을 개설했다. 하지만 2005년에 여객 수가 1999년 기준으로 100만명에서 23만명으로 급감한데 이어 짐바브웨의 정세 불안과 치안 문제를 비롯해 여러 가지 문제로 어려움에 봉착하게 된다. 특히 영국항공이 하라레 국제공항에서 연료 공급 상태가 불안정한 상태로 유지 되었기 때문에 하라레 국제선 노선을 취항을 중단되면서 2007년 10월에 런던 개트윅 공항 노선을 증편했다. 2011년에 에어버스 A320, 에어버스 A340-500 기종을 발주 했지만 2012년 2월 재정난으로 인해 취항이 중단되었다. 이후 2013년 4월에 재개 되면서 요하네스버그에 재취항했다.

## 보유 기종
- 2013년 4월 기준으로 에어 짐바브웨는 다음과 같은 기종을 보유하고 있으며 평균 기령은 18.6년이다.[4][5]

## 사진

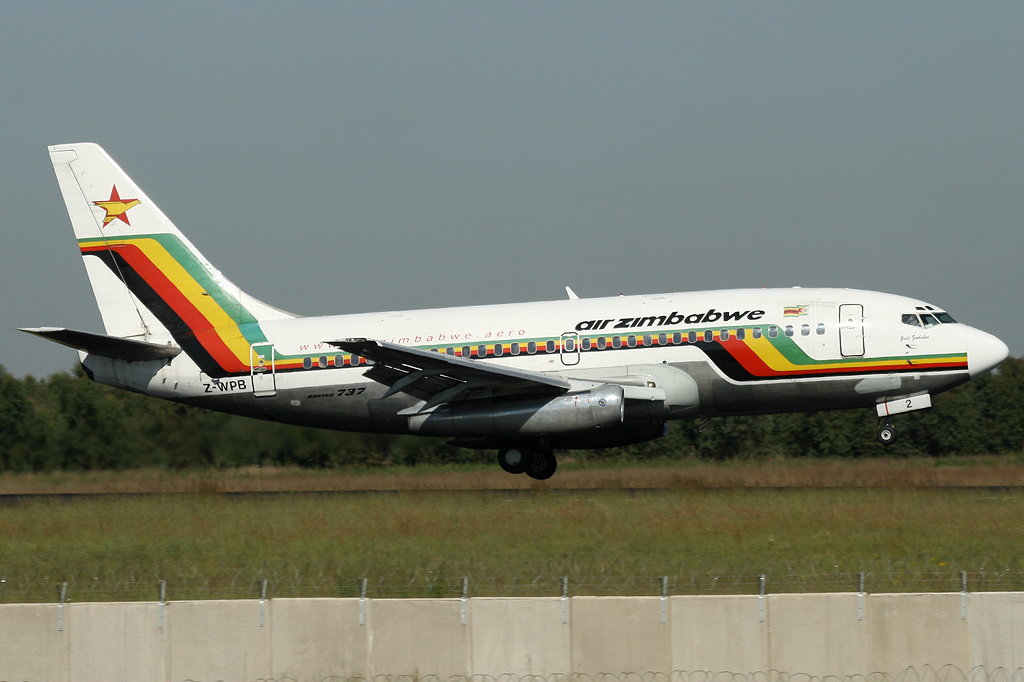
에어 짐바브웨의 보잉 737-200
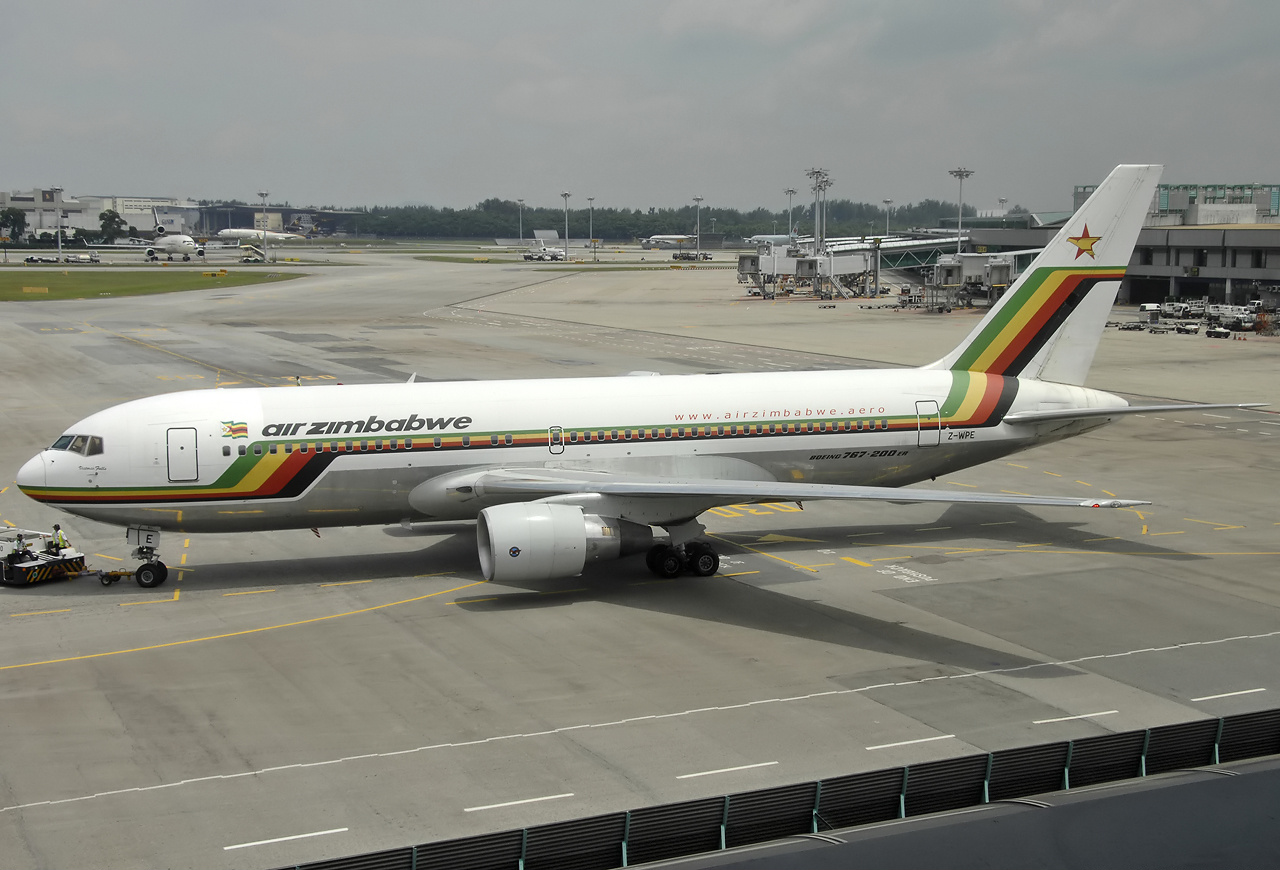
에어 짐바브웨의 보잉 767-200ER
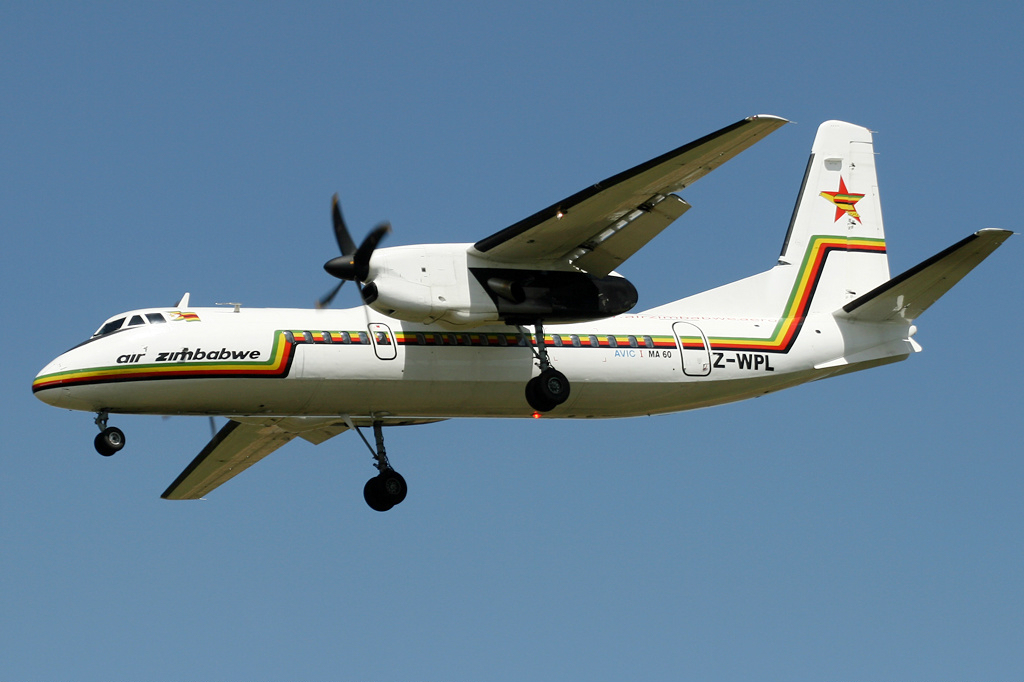
에어 짐바브웨의 시안 MA60